# Helene Ross
Helene Ross (geb. Abendroth) (* 26. September 1827 in Hamburg; † 7. Juli 1911 in Kiel) war eine deutsche Malerin.

## Leben

### Familie
Helene Ross war die Tochter des Unternehmers August Abendroth und dessen Ehefrau Conradine Therese (* 14. Dezember 1805 in Hamburg; † 25. Oktober 1874 ebenda), Tochter von Johann Conrad Sievert (1779–1827), unter anderem Präses der Handelskammer Hamburg; sie hatte noch fünf Geschwister. Ihr Großvater väterlicherseits war der Senator und spätere Hamburger Bürgermeister Amandus Augustus Abendroth.
Durch die Mitgift seiner Ehefrau war ihr Vater in der Lage, seine Kanzlei aufzugeben, unternehmerisch tätig zu werden und sich gemeinnützigen Zwecken zu widmen, so war er unter anderem im Vorstand der Armenkommission und Mitglied der Baudeputation.
Ihre Familie bewohnte ein Stadtpalais an der Binnenalster, Ecke Neuer Jungfernstieg/Große Theaterstraße, sowie ein Landhaus in Hoheluft. Das Stadthaus, das von dem Architekten Alexis de Chateauneuf gebaut wurde, war mit Marmorreliefs von Bertel Thorvaldsen und Fresken von Erwin Speckter ausgestattet. Der Kunsthistoriker Alfred Lichtwark bezeichnete es, „als das vornehmste Privathaus im Äußern und Innern, das jemals in Deutschland gebaut wurde“.

### Werdegang
Gemeinsam mit ihren fünf Schwestern erhielt Helene Ross Hausunterricht, unter anderem auch Zeichenunterricht; später dilettierte sie in der Landschaftsmalerei. Auf einer Italienreise, die sie 1842 bis 1843 zusammen mit ihren Eltern unternahm, lernte sie in Rom den Landschaftsmaler Charles Ross kennen, der die Familie auf Fahrten nach Tivoli, Albano Laziale und in die antike Hafenstadt Ostia begleitete. Nachdem ihr Vater Charles Ross empfohlen hatte, nach Paris zu reisen, um sich in der Kunst besser zu etablieren, begab dieser sich im Winter 1845 für einige Monate nach Paris und nahm Helene als Schülerin mit sich. Nach ihrer Rückkehr nach Hamburg erhielt sie von ihm weiteren Malunterricht. Am 23. Januar 1847 erfolgte die Hochzeit.
Nach der Hochzeit zog das Ehepaar Ross nach Kiel. Gemeinsam hatten sie zwei Kinder, von denen jedoch bereits eines kurz nach der Geburt verstarb. Das Ehepaar unterhielt enge freundschaftliche Kontakte zu Professoren der Universität Kiel, unter anderem zu Johann Gustav Droysen, den Juristen Johannes Christiansen und die Familie von Lotte Hegewisch. Helene Ross stand auch im Briefverkehr unter anderem mit dem Kunsthistoriker Lionel von Donop, dem Maler Bonaventura Genelli und dem Schriftsteller Klaus Groth.
Anfang der 1850er Jahre siedelte die Familie nach München über; 1858 war der Maler „Karl Roß“ in der Karlstr. 43 verzeichnet. Im selben Jahr starb er und Helene kehrte wieder nach Kiel zurück; 1886 und 1893 war sie im Adressbuch der Stadt Kiel in der Dänischen Straße 43 verzeichnet. Nach dem frühen Tod ihrer Tochter Anna (1855–1883) zog sie deren beiden Kinder groß.
1877–78 ist sie in Rom im Hotel Molaro sieben Monate Hausgenossin von Fanny Lewald, die ihr ihre Reisebriefe von 1880 widmet und sie in Kiel besucht.
Vermutlich veranlasste sie 1896 in Kiel den Druck der Autobiographie ihrer Großmutter väterlicherseits Johanna Magdalena (geb. von Reck).
Das Erinnerungsbuch von Helene Ross, eine handschriftliche Kladde, befindet sich im Privatbesitz; eine Abschrift davon in der Kunsthalle zu Kiel. Ihr Nachlass befindet sich im Stadtarchiv Kiel.

## Werke
Ihre 1858 auf Sylt entstandenen Landschaftszeichnungen würdigte Ernst Schlee in seiner Veröffentlichung Maler auf Sylt als erste Überwindung der bis dahin dilettantischen und zudem nur topographischen Ansichten anderer Zeichner.
Neben Radierungen, die sie nach Bildern ihres Ehemannes stach, schuf sie in enger Anlehnung an den Stil ihres Ehemannes Landschaftsbilder in Öl.
Den zeichnerischen Nachlass ihres Ehemannes fasste sie in zwei Klebebänden zusammen, die von ihren Erben 1958 der Kieler Kunsthalle übergeben wurden.
In der Kunsthalle Hamburg befinden sich ihre Bilder Holsteinischer See und Gebirgslandschaft und 19 Radierungen von ihr sind in der Kunsthalle zu Kiel.